# Останній єврей Вінниці
«Останній єврей Вінниці» (нім. Der letzte Jude von Winniza) — фотографія, на якій зображений епізод голокосту в Україні, а саме у Вінниці. На ній зображено те, як німецький солдат приставив пістолет до голови єврея, що стоїть на краю рову з трупами раніше убитих його одноплемінників. Фотографія, зроблена німцем, можливо, причетним до вбивств євреїв, є одним з найвідоміших знімків на тему Голокосту.

## Контекст
Єврейська громада Вінниці, центру Вінницької області, має довгу і давню історію. У 1939 році, до моменту початку Другої світової війни, єврейське населення Вінниці становило 33 150 чоловік, тобто 35,6 % від загальної чисельності жителів міста. В ході Великої Вітчизняної війни, 19 липня 1941 років Вінниця була захоплена вермахтом. Частина єврейського населення встигла евакуюватися разом з відступаючою Червоною армією, проте інші, що залишилися в місті (а їх була більшість) були запроторені в гетто в районі Єрусалимка, а в місті було створено юденрат. 28 липня 1941 року в Вінниці були розстріляні перші 146 євреїв. 1 серпня розстріли поновилися вбивством 25 євреїв-інтелігентів, а 13 серпня було розстріляно ще 350 осіб. 5 і 13 вересня в ході підготовки до «остаточного вирішення єврейського питання» на території Вінниці було вбито 1000 і 2200 євреїв. 19-22 вересня було розстріляно близько 28 тисяч євреїв, велика частина ув'язнених вінницького гетто. Після вилучення цінностей євреї заганялись в великі заздалегідь викопані рови в багатьох місцях по місту і розстрілювались, причому вбивства фіксувалися на фотоплівку. Участь в розстрілах брали німецькі поліцейські батальйони і айнзацгруппи за допомогою українських колабораціоністів. В живих була залишена деяка частина євреїв-фахівців, праця яких була необхідною німецькій окупаційній владі. Доцільність використання євреїв на роботах була поставлена під сумнів з огляду на «небезпеки», що загрожує будівництву ставки Гітлера. Станом на 1 січня 1943 року в ході перепису було виявлено 5 тисяч євреїв, частина з них була зігнана до Вінниці з навколишніх областей. Багато вмирали від тифу і голоду, знищувалися також євреї-військовополонені. 16 квітня були розстріляні майже всі євреї, а 25 серпня було вбито останні залишені в живих 150 євреїв-фахівців. Вінниця була оголошена «вільною від євреїв»     .

## Опис
Місце дії — Вінниця, Українська РСР  . Час — можливо, липень 1941 року, принаймні між 1941 і 1943 роками .

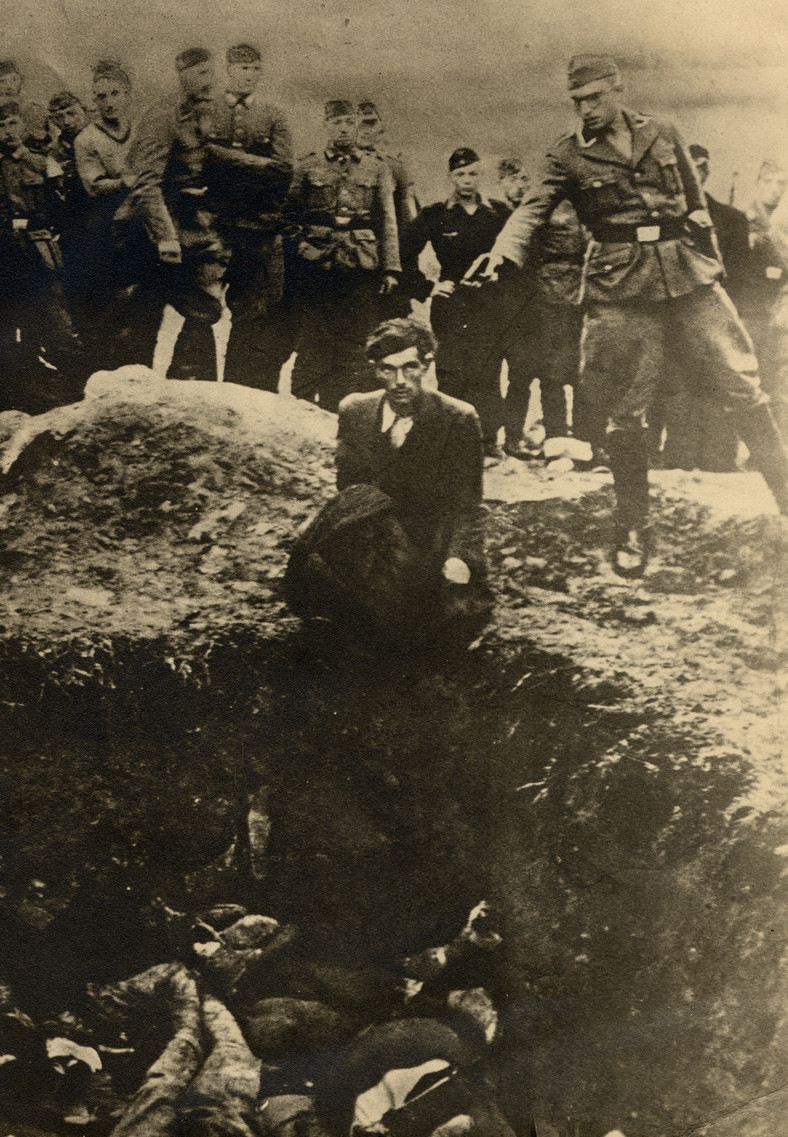
«Останній єврей Вінниці»

Братська могила, заповнена безліччю трупів щойно вбитих людей. На її краю — єврей. Одягнений в піджак з білою сорочкою і тримає в руках своє пальто, він у прямолінійній позі стоїть на колінах. Суворим поглядом своїх широко відкритих очей єврей дивиться прямо в камеру, яка фіксує його стиснуті губи, запалі щоки, копицю чорного волосся. Позаду, на невеликому відвалі землі з відритої могили, стоїть солдат. Високий і стрункий німець років тридцяти в окулярах з неголеним обличчям, одягнений в польову сіру військову форму, що складається з пілотки, високих чорних полірованих чобіт, ременя з пряжкою, сорочки і штанів. Куртка його розстебнута, а одяг не забруднена землею. Солдат готується застрелити єврея, приставивши до його голови пістолет «Walther P38». На задньому плані в очікуванні стоять 14 роззяв — члени айнзацгруп, військ СС і Імперської служби праці, які, здається, жваво і беземоційно цікавляться ще одним вбивством за цей день, який, за припущеннями критиків, мабуть, забрав сотні, якщо не тисячі невинних жертв. Один з головних учасників цього дійства, що не відображений на знімку, залишився за кадром на протилежному краю могили — він, можливо, досвідчений фотограф з мініатюрною камерою «Leica», про що свідчить портретний формат і роздільна здатність фотографії. Знімок також відрізняється увагою до детялях, в чому можна розгледіти бажання фотографа взяти щось на пам'ять, своєрідний «сувенір». Можливо, що солдати, які зібралися, чекають саме того, коли фотограф, їх товариш, зробить свій постановочний знімок, після чого піде постріл. Єврей же, не показуючи жодних ознак опору, відрізняється великою гідністю, ніж його «оточення». Як вказують критики, він знає, що його смерть неминуча, що його смерть буде швидкою, що забійна сила кулі зіштовхне його тіло з простреленою потилицею в рів, що його тіло впаде на трупи чоловіків, жінок і дітей Вінниці, його близьких, рідних, друзів . При цьому, вираз обличчя цього невідомого єврея за секунду до смерті виражає не жах, але відразу, огиду до того, що роблять з ним і хто це робить, і до того, що ці люди здатні не тільки робити це, але і спостерігати за цим  .
На звороті фотографії був напис від руки — «Останній єврей Вінниці» (нім. Der letzte Jude von Winniza), по якій вона і отримала свою назву  . У 1942 році, зважаючи на закінчення будівництва ставки, бригадефюрер СС і командир айнзацгрупи Макс Томас розпорядився, щоб останні євреї «зникли» перед приїздом Гітлера як з Вінниці, так і з самої України  . Назва також може натякнути на те, що це і є сам останній єврей Вінниці, а можливо зі свого роду, безліч з яких зникло в Голокості.

## Історія і сприйняття
Фотографія була вперше опублікована в 1961 році інформаційним агентством «United Press International», яке отримало її від Ела Мосса з Чикаго, штат Іллінойс. Мосс, за походженням єврей, який народився в 1910 році в Шидловці, сам був в'язнем кількох концентраційних таборів, таких як Аушвіц, Ридерлох, Аллак. У травні 1945 року в Мюнхені, незабаром після звільнення міста і його самого з табору американською 3-ю армією, Мосс купив альбом одного німецького солдата, де і знаходився цей знімок. Мосс вирішив оприлюднити фотографію під час суду над Ейхманом, щоб люди всього світу дізналися, що відбувалося в його часи. Після цього фотографія отримала широке поширення, зокрема була опублікована на всю сторінку в єврейській газеті «The Forward».
Фотографія є одним з найвідоміших і найчастіше публікованих знімків на тему Голокосту, викликаючи у глядача жах, шок і жалість до жертв нацизму, будучи при цьому зробленим, можливо, співучасником нацистських злочинів, а не їх викривачем з числа союзників .
Знімок був використаний на обкладинці випущеного в 1984 році першого альбому «Victim in Pain» хардкор-панк-групи «Agnostic Front», після чого її учасників звинуватили в расизмі, тоді як вокаліст Роджер Мірет пояснив свій вибір так: "Я думав, чувак, це потрібно оприлюднити, щоб історія не повторилася " . У 2019 на сайті відділення інтернет-магазину «Amazon» в Великій Британії почали продаватися футболки і майки з принтом у вигляді даної фотографії, і після поширення інформації про це в ЗМІ речі були зняті з продажу.